# Jean-Luc Fournier
Jean-Luc Fournier (ur. 23 września 1956 w Haute-Nendaz) – szwajcarski narciarz alpejski.
Startował na igrzyskach olimpijskich w Lake Placid. Zajął 8. miejsce w gigancie na mistrzostwach świata w Schladming. Jego najlepszym sezonem w Pucharze Świata był sezon 1977/1978, kiedy to zajął 19. miejsce w klasyfikacji generalnej, a w klasyfikacji giganta był piąty.

## Sukcesy

### Puchar Świata

#### Miejsca w klasyfikacji generalnej
- 1976/1977 – 58.
- 1977/1978 – 19.
- 1978/1979 – 30.
- 1979/1980 – 53.
- 1980/1981 – 21.
- 1981/1982 – 32.

#### Miejsca na podium
1. Val d’Isère – 10 grudnia 1977 (gigant) – 3. miejsce
2. Furano – 19 marca 1979 (gigant) – 3. miejsce
3. Ebnat-Kappel – 4 stycznia 1981 (gigant) – 3. miejsce
4. Schladming – 2 lutego 1981 (gigant) – 3. miejsce